# 헨리 캐벗 로지 주니어
헨리 캐벗 로지 주니어 (Henry Cabot Lodge Jr., 1902년 7월 5일 ~ 1985년 2월 27일)는 미국의 외교관이자 1960년대 중반에 남베트남 주재 미국 대사였다.
로지는 1963년 중순부터 1964년 중순까지, 그리고 다시 1965년 중순부터 1967년을 통하여 남베트남 주재 미국 대사를 지냈다. 사이공에서 자신의 첫 체류 동안 로지는 응오딘지엠 대통령을 권력에서 제거한 쿠데타를 지지하는 데 미국 정부를 확신시키는 도움을 주었다. 1965년 자신의 대사직을 재개한 후, 남베트남 정부의 로지의 낮은 의견은 변함 없이 남아있었다. 그러나 그의 강한 반공주의 믿음들은 그를 베트남 전쟁에서 지속적인 미국의 군사 연루의 확고한 지지자로 만들었다.

## 어린 시절과 경력
매사추세츠주 너한트에서 태어난 로지는 뉴잉글랜드의 가장 독특하고 강력한 공화당 가족들 중의 하나에서 자라왔다. 추가로 동명의 그의 조부 헨리 캐벗 로지 (1850년 ~ 1924년)는 미국 상원이자 시어도어 루스벨트 대통령의 가까운 친구이자 정치적 동맹자들 중의 하나로 지내왔다.
하버드 대학교로부터 학위를 취득한 후, 로지는 몇년간 신문 사업에서 일하여 〈보스턴 이브닝 트랜스크립트〉와〈뉴욕 헤럴드 트리뷴〉사이에 자신의 시간을 나누었다. 1932년 젊은 공화당원은 매사추세츠주 입법부로 들어가는 선거를 이겼다. 그는 상원으로 이동하기 전에 1933년부터 1936년까지 2개의 기간을 지냈다.
상원으로 가입에 로지는 공화당의 가장 꾸준한 보수주의자들 중의 하나로 알려졌다. 1942년 그는 상원으로 재선을 이겼으나 2년 후 제2차 세계 대전에서 미국 육군에 복무하기 위하여 사임하였다. 그는 1945년 전쟁이 끝났을 때까지 유럽에 주둔하였다. 로지가 귀국했을 때 그는 빠르게 상원에서 자신의 의석을 다시 얻었다. 그러나 1953년 그는 첫 선거를 패하여 민주당 소속이자 훗날의 대통령 존 F. 케네디에게 떨어졌다.
자신의 상원 의석을 패한 후, 로지는 1950년대의 거의 동안 유엔 주재 미국 대사를 지냈다. 1953년 드와이트 D. 아이젠하워 대통령에 의하여 유엔으로 임명된 미국 대표로 그는 1960년까지 그 직위에 남아있었다. 당시 공화당 대통령 후보 리처드 닉슨은 자신의 부통령 러닝메이트로서 로지를 선택하였다. 로지를 선발하는 데 닉슨의 결정은 크게 칭찬을 받았다. 매사추세츠주 공화당원은 완고한 반공주의 믿음들이 투표인들에게 호소할 말을 잘하고 지력이 있는 정치인으로 알려졌다. 그러나 다시 한번 존 F. 케네디는 그의 정치적 야망을 저지하였다. 케네디와 부통령 러닝메이트 린든 B. 존슨은 대통령 선거를 이기는 데 닉슨과 로지를 좁게 꺾었다.
1960년 11월 선거 패배는 로지를 실망시켰으나 그의 경력을 아프게 하지 않았다. 사실로 그의 평판은 1963년 케네디 대통령이 남베트남 주재 미국 대사로서 맡아 달라고 부탁했던 것으로 가장 강하게 남았다. 로지는 응오딘지엠 대통령의 정권을 향한 미국의 원조의 흐름 위에 자신에게 숙고적인 권력을 준 직위를 받아들였다.

## 남베트남 주재 미국 대사
1963년 8월 로지가 남베트남에 도착했을 때 그 정부는 정치적 생존을 위하여 투쟁에 관여되었다. 국가는 베트남이 독립을 얻는 데 옛날 프랑스 식민지 통치자들을 물리친 후, 9년 일찍이 창조되었다. 그러나 프랑스-베트남 간의 갈등을 끝낸 1954년 제네바 회담은 베트남 안에서 2개의 국가들을 창조하였다. 북베트남은 혁명 지도자 호찌민 아래 공산당 정부에 의하여 이끌어졌다. 그 동안에 남베트남은 응오딘지엠 아래 미국이 지지한 정부에 의하여 지도되었다.
제네바 회담은 베트남의 두 부분이 하나의 정부 아래 연합할 수 있는 1956년에 열릴 전국 자유 선거를 위하여 마련하였다. 그러나 미국과 남베트남의 관리들은 자신들이 결과가 전체 국가에 공산당의 통치를 줄 것에 두려워했기 때문에 선거를 실시하는 것을 거부하였다. 남베트남이 선거를 실시하는 것을 거부했을 때 북베트남과 남부에서 그 동맹자 베트콩이 응오딘지엠 정부를 향하여 게릴라 전쟁을 발포하였다. 미국은 남베트남의 방어를 돕는 데 돈, 무기와 조언자들을 보내면서 응답하였다. 이 원조에 불구하고, 어떤 미국의 분석가들은 공산당 게릴라 활동들과 응오딘지엠의 국민들 사이에 비인기가 곧 남베트남을 붕괴 지점으로 밀고 나갈 우려를 표하였다.
로지는 자신이 대사로서 차지했을 때 남베트남에서 상황에 관한 집중 연구를 하였다. 그는 빠르게 응오딘지엠의 부패와 억압적인 정부가 남베트남 국민들로부터 폭넓은 지지를 얻지 못 할 것을 결정하였다. 사실 로지는 자신이 사이공에서 리더십에 변화를 위한 요구에 어떤 다른 미국의 공무원들에 가입했던 응오딘지엠 정부의 그러한 부정적인 견해를 채택하였다. "우리는 존경할 만할 돌이킴이 없는 곳에서 과정에 시작됩니다." 로지는 8월 29일 국무장관 딘 러스크에게 선언하였다.
1963년의 가을 로지는 비밀적으로 몇몇의 남베트남 군사 장교들로부터 연락되었다. 응오딘지엠 행정부와 미국의 불행에 관하여 알던 그들은 만약 미국이 쿠데타를 지지할 것인지 로지에게 의문하였다. 로지는 쿠데타를 지지하는 데 케네디 대통령을 촉구하였고 몇주간의 불확실성 끝에 케네디 행정부는 게릴라들의 계획에 방해되지 않도록 약속을 연장하였다. 11월 1일 군사 음모자들은 성공적으로부터 응오딘지엠으로부터 권력을 장악하였다. 그들은 보고적으로 케네디 행정부를 화나게 한 행동으로 응오딘지엠을 처형하고 새로운 정부를 설치하였다.
로지는 응오딘지엠의 사망에 관한 후회를 표하였다. 그러나 그도 또한 쿠데타가 미국과 남베트남의 장군들에게 유일한 실용적인 대안이었다는 것을 유지하였다. "이 국가에서 중요한 일을 성취하는 데 선거가 효율적이거나 적절한 방법이라는 것에 드물게 일어나고 있다" 라고 로지는 1964년 2월 보고에서 말하였다. "여기서 중요한 것들을 하는 전통적 방향은 힘의 잘 계획되고, 잘 생각한 사용이다."

## 베트남에서 제한된 미국의 연루의 지지자
응으딘지엠 정권의 제거에 이어 몇달에 로지는 되풀이적으로 북베트남을 상대로 결정적인 군사 행동을 위한 지지를 표하였다. 1963년 그는 북베트남에 대한 공습을 승인하는 데 1963년 11월 케네디의 암살 사건 후에 그를 승계한 린든 B. 존슨 대통령을 격려하였다. 로지 대사는 효과적인 폭격 캠페인이 남베트남에서 영혼을 키우고 북베트남에서 사기를 떨어뜨릴 것이라고 주장하였다. 로지는 또한 북베트남으로 들어가는 "비밀 작전"에 호의를 가졌다.
아직도 로지는 전쟁에서 그 연루를 제한시키는 데 존슨 행정부를 몰아냈다. 그는 미국이 남베트남에 군사 전략을 개발하고 농민들 사이에 대중의 지지를 높이는 데 프로그램들을 창조하는 도움을 주어야 하는 것을 생각하였다. 그는 또한 남베트남으로 미국의 군사와 재정적 원조 패키지에 찬성하였다. 그러나 그는 미국이 실제로 싸우고 있는 전쟁을 위하여 일차적인 책임을 지지 말아야 한다는 것을 믿었다. 그는 베트남으로 지상군 파병에 경고하였다. 대사는 그런 단계가 미군들을 전쟁 속으로 매우 깊이 끌어들일 수 있거나 중화인민공화국 혹은 소련에서 공산당 정부들로부터 군사의 응답을 일으킬 것에 걱정을 하였다.
1964년 6월 로지는 펜실베이니아주의 공화당 지사 윌리엄 스크랜턴의 대통령 선거 운동에 일하기 위하여 남베트남 주재 대사로서 사임을 하였다. 그는 맥스웰 테일러 장군에 의하여 대체되었다. 그러나 스크랜턴은 공화당 후보 지명을 얻는 데 실패하였고 로지는 1965년 6월 대사로서 자신의 직무를 재개하였다.

## 베트남으로 돌아오다
로지가 미국 대사로서 사이공으로 돌아왔을 때 그는 일반 시민들 사이에 남베트남 정부를 위하여 대중의 지지를 높이는 데 디자인된 "강화" 프로그램들에 일하였다. 추가로 그는 북베트남에 폭격의 레벨을 높이는 데 존슨 행정부에 압력을 가했다. 그러나 로지는 몰래 국가의 미래에 대한 작은 자신감을 표현하였다. 그는 지속적으로 남베트남의 정치와 군사 리더십의 매우 낮은 의견을 가졌다. 게다가 그는 베트남에서 미국의 군사 전략은 너무 참을성이 없었고 국가에서 정치와 경제적 문제들로 충분히 정신을 차리지 않았다는 것을 주장하였다. 그는 《The Ten Thousand Day War》에서 "우리는 비용이 적게 드는 일을 할 수 있고, 더욱 오래 끌어 지속적인 결과를 얻을 것이었다."라고 주장하였다.
1967년 로지는 남베트남 주재 대사로서 물러났으나 국제 정치에 활동적으로 남아있었다. 그는 서독 주재 대사로서 잠시 지냈고 또한 "이동대사"로서 미국을 대표하기도 했다. 1968년 3월 로지와 다른 존경을 받은 보좌관들은 베트남에서 미국의 군사 작전들을 축소하도록 존슨 대통령을 조언하였다. 게다가 그들은 미국에 걸쳐 공동체들에서 엄청난 고통과 분노의 근원이 되었던 전쟁으로부터 우아하게 철수하는 데 존슨을 몰아냈다. 존슨은 마지못해 그들의 조언을 따르고 북베트남에 3년간 롤링 썬더 작전으로 중단을 불렀다. 1년 후, 닉슨 대통령은 로지를 북베트남의 협상자들과 평화 회담에서 미국 대표로 삼았다. 그러나 회담들은 협정을 맺는 데 실패하였고, 미국은 조약이 결국적으로 도달되기 전에 다른 4년간 베트남에 남아있었다.
1970년 로지는 바티칸주재 미국 특별 교섭인으로 임명되었다. 그는 1977년 매사추세츠주 베벌리에 있는 그의 저택으로 퇴직할 때까지 그 능력으로 조국에 봉사하였다. 1985년 2월 27일 83세의 나이로 사망하였다.

## 역대 선거 결과
| 선거명      | 직책명                      | 대수 | 정당   | 득표율 | 득표수 (선거인단)    | 결과 | 당락                       |
| ----------- | --------------------------- | ---- | ------ | ------ | -------------------- | ---- | -------------------------- |
| 1936년 선거 | 상원의원 (매사추세츠 제2부) | 75대 | 공화당 | 48.53% | 875,160표            | 1위  | 매사추세츠주 상원의원 당선 |
| 1942년 선거 | 상원의원 (매사추세츠 제2부) | 78대 | 공화당 | 52.44% | 721,239표            | 1위  | 매사추세츠주 상원의원 당선 |
| 1946년 선거 | 상원의원 (매사추세츠 제1부) | 80대 | 공화당 | 59.55% | 989,736표            | 1위  | 매사추세츠주 상원의원 당선 |
| 1952년 선거 | 상원의원 (매사추세츠 제1부) | 83대 | 공화당 | 48.35% | 1,141,247표          | 2위  | 낙선                       |
| 1960년 선거 | 미국의 부통령               | 37대 | 공화당 | 49.55% | 34,108,157표 (219명) | 2위  | 낙선                       |